# Alketas II. (Makedonien)
Alketas (II.) (altgriechisch Ἀλκέτας Alkétas; 5. Jahrhundert v. Chr.) war als einer von fünf Söhnen des Königs Alexander I. von Makedonien ein Angehöriger der Argeadendynastie.
In der älteren Geschichtsforschung (Droysen, Abel) wurde angenommen, dass Alketas II. der älteste Sohn Alexanders I. gewesen und diesem um 450 v. Chr. als König über Makedonien nachgefolgt sei. Platon berichtete schließlich, wie Alketas bald von seinem Bruder Perdikkas II. aus der Herrschaft verdrängt wurde.
Die neuere Forschung (Geyer) weist diese Annahme hingegen zurück. In Athen entdeckte man Steinfragmente mit einem Vertrag, der Holzlieferungen von Makedonien nach Athen regelte und wahrscheinlich um 440 v. Chr. datiert. Unter den Vertragspartnern wird als erster Perdikkas und erst an zweiter Stelle Alketas angeführt. Man geht deshalb davon aus, dass Perdikkas II. der älteste der Brüder war, der dem Vater im Königtum nachfolgte. Alketas habe lediglich wie sein dritter Bruder Philippos ein Teilfürstentum (arche) zugewiesen bekommen, das er als Vasall des Perdikkas II. halten sollte.
Von Perdikkas II. ist bekannt, dass er Philippos relativ bald nach dem Tod ihres Vaters aus seinem Fürstentum vertrieben und es seiner direkten Herrschaft unterworfen hat. Ähnliches dürfte auch Alketas widerfahren sein, worauf sich die Erzählung Platons letztlich bezogen habe. Während Philippos diesen Verlust nicht akzeptierte und sich gegen Perdikkas II. gewaltsam zur Wehr setzte, hatte sich Alketas offenbar still in sein Schicksal gefügt; er lebte noch während der Herrschaft seines Neffen Archelaos I. (siehe Platon). Für diesen Sachverhalt spricht auch die Nichterwähnung des Alketas (II.) in der Königsliste des Diodor, der die makedonischen Könige einschließlich ihrer Herrscherjahre von Perdikkas I. bis Philipp II. aufgeführt hatte.
Laut Platon hatte Alketas (II.) einen Sohn namens Alexandros und weiterhin soll sein Neffe Archelaos I. der Sohn einer seiner Sklavinnen Simiche und Perdikkas gewesen sein, weshalb dieser den Rechtsnormen jener Zeit nach eigentlich seinem Onkel zu dienen hatte. Archelaos I. erkannte die mögliche Gefahr für seine Herrschaft, die von seinem Onkel und dessen Sohn ausging und lud sie eines Tages zu einem Festmahl zu sich. Dort machte er sie betrunken, ließ sie wegschaffen und an einem unbekannten Ort umbringen.